# Борисов, Николай Борисович
Николай Борисович Борисов (1918—1978) — майор Советской Армии, участник советско-финской и Великой Отечественной войн, Герой Советского Союза (1944).

## Биография

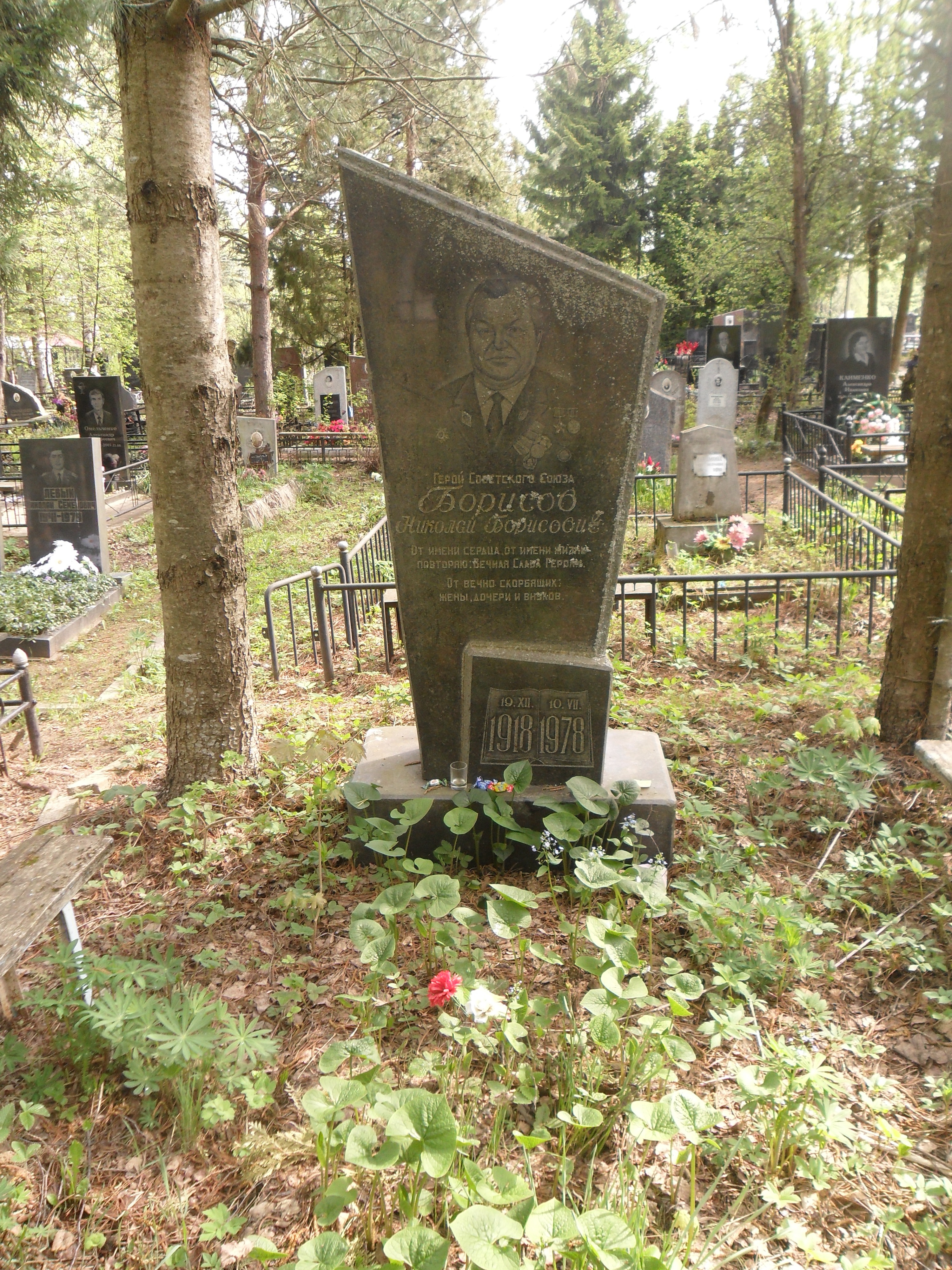
Могила Борисова на Новом кладбище Смоленска.

Николай Борисов родился 19 декабря 1918 года в деревне Чёрная Грязь (ныне — Демидовский район Смоленской области) в крестьянской семье. Получил среднее образование, учился в школе-семилетке. В 1937 году уехал из деревни, проживал на железнодорожной станции Фаянсовая в Калужской области, работал на станционных угольных складах, одновременно учился в вечерней школе. Впоследствии работал бухгалтером отделения паровозного хозяйства Московско-Киевской железной дороги. В октябре 1938 года был призван на службу в Рабоче-крестьянскую Красную Армию. Окончил школу младших командиров, принимал участие в советско-финской войне. В 1941 году, перед началом войны, окончил Сталинградское военно-политическое училище. С декабря 1941 года — на фронтах Великой Отечественной войны. В 1942 году вступил в ВКП(б). К лету 1944 года майор Николай Борисов командовал стрелковым батальоном 215-го стрелкового полка 179-й стрелковой дивизии 43-й армии 1-го Прибалтийского фронта. Отличился во время освобождения Белорусской ССР.
23 июня 1944 года, в ходе боёв при разгроме витебской группировки немецких войск, батальон под командованием Борисова первым преодолел три линии укреплений противника, и с ходу прорвался в посёлок Шумилино Витебской области. Преследуя отходящие немецкие части, бойцы батальона вышли к Западной Двине. 24 июня у Бешенковичей батальон форсировал реку и захватил плацдарм. Борисов переправился на западный берег реки одним из первых. Выбив из деревни врага, батальон в тот же день соединился с частями 3-го Белорусского фронта, что позволило замкнуть кольцо окружения противника в городе Борисов.
Указом Президиума Верховного Совета СССР от 22 июля 1944 года за «образцовое выполнение заданий командования и проявленные мужество и героизм в боях с немецко-фашистскими захватчиками» майор Николай Борисов был удостоен высокого звания Героя Советского Союза с вручением ордена Ленина и медали «Золотая Звезда» за номером 4132.
Участвовал в освобождении Прибалтики, Польши, боях в Восточной Пруссии. В 1946 году в звании майора Борисов был уволен в запас. В 1949 году окончил партийную школу при ЦК КП(б) Белорусской ССР, в 1954 году — Минский педагогический институт. Находился на партийной, советской, хозяйственной работе в Белорусской ССР. С 1961 года работал учителем Архиповской школы Смоленского района Смоленской области. Умер 10 июля 1978 года, похоронен в Смоленске на Новодевичьем кладбище.
Был также награждён орденом Отечественной войны 2-й степени и рядом медалей.